# مجموعه مسجد همت و ساباط همجوار
مجموعه مسجد همت و ساباط همجوار مربوط به دوره قاجار - دوره پهلوی است و در شهرستان شاهین‌شهر و میمه، بخش مرکزی، شهر گز، محله آقا شریف واقع شده و این اثر در تاریخ ۱۵ دی ۱۳۸۷ با شمارهٔ ثبت ۲۴۰۲۰ به‌عنوان یکی از آثار ملی ایران به ثبت رسیده است.